# Fignières
Fignières (picardisch: Fignière) ist eine nordfranzösische Gemeinde mit 143 Einwohnern (Stand 1. Januar 2022) im Département Somme in der Region Hauts-de-France. Die Gemeinde liegt im Arrondissement Montdidier und gehört zum Kanton Roye.

## Geographie
Die nordnordöstlich von Montdidier und an dieses anschließend gelegene Gemeinde in der Landschaft Santerre liegt an der Départementsstraße D41, die Entfernung zum Zentrum von Montdidier beträgt rund 4,5 km. Das Gemeindegebiet erfasst einen Teil des im Zweiten Weltkrieg von der deutschen Luftwaffe genutzten Flugplatzes von Montdidier.

## Geschichte
Die Gemeinde erhielt als Auszeichnung das Croix de guerre 1914–1918.

## Einwohner
| 1962 | 1968 | 1975 | 1982 | 1990 | 1999 | 2006 | 2010 |
| ---- | ---- | ---- | ---- | ---- | ---- | ---- | ---- |
| 106  | 114  | 130  | 153  | 126  | 124  | 141  | 142  |

## Verwaltung
Bürgermeister (maire) ist seit 2008 Patrick Gellynck.	